# بيوي عريض المنقار
بيوي عريض المنقار (الاسم العلمي:Contopus latirostris) (بالإنجليزية: Lesser Antillean Pewee)‏ هو نوع من الطيور يتبع جنس البيوي من فصيلة عصافير الملك.